# テニス肘
テニス肘（テニスひじ）は、テニスによって肘部に生じる疼痛性運動障害の総称。テニスのほか卓球やバドミントン、ゴルフなど道具を握って長い時間手を全力で動かすスポーツでも生じることがある。また、スポーツ以外の手作業でも生じることがある。
スポーツを要因とする反復性損傷は運動種目ごとに特異的固有的なストレインを発生させることがあり、その代表的なものが内側上顆炎にあたる野球肘や、外側上顆炎にあたるテニス肘である。
主として外側上顆炎に位置づけられるテニス肘であるが時として両側に生じうる。上腕骨外側上顆炎はバックハンドストロークで発生するため、バックハンドテニス肘という。これに対し、上腕骨内側上顆炎はフォアハンドストロークで発生するのでフォアハンドテニス肘という。ここでは、バックハンドテニス肘について記す。

## 原因と症状

### 原因
前腕伸筋群への過度な負担が原因で、橈側手根伸筋起始部に微小断裂を生じさせ、スポーツや手作業の継続によって修復過程が不完全となり亜急性の機能障害が引き起こされたものである。
バックハンドストロークでボールを正確に捉えられず手首の力で対抗すると、手関節の伸筋やその付着部位に負担がかかる。その結果、筋の変性や骨膜の炎症などが発生する。近年では、パソコンのキーボード、マウスやスマートフォンなどが普及し、多くの人が手首を酷使するようになったため、誰もがかかる病気となっている。
10歳から70歳代までの幅広い年齢層に出現するが、40歳代に最も多くみられる症状である。

### 症状
肘部外側の疼痛・圧痛・熱感、上腕部から手にかけての放散痛、手関節などの脱力感、手関節の他動的伸展による疼痛の誘発・増強が主症状である。

## 検査
中指伸展試験、手関節伸展試験（トムゼンテスト、コーゼンテスト）、椅子試験（チェアテスト）で陽性を示す。

## 治療
冷湿布等による冷却及びスポーツや手作業の中止と安静固定が重要である。漸次に患部の血行促進と神経筋の促通を目的とする物理療法等を行う。疼痛が解消したときは関節などの身体の柔軟性を高める運動を励行する。
テニス肘は多くの因子が相互に作用しており再発することもある。回復後は、身体能力レベルに合わせた適正な運動や作業に変更することで、予防に努めることが重要となる。